# 사마라 문화

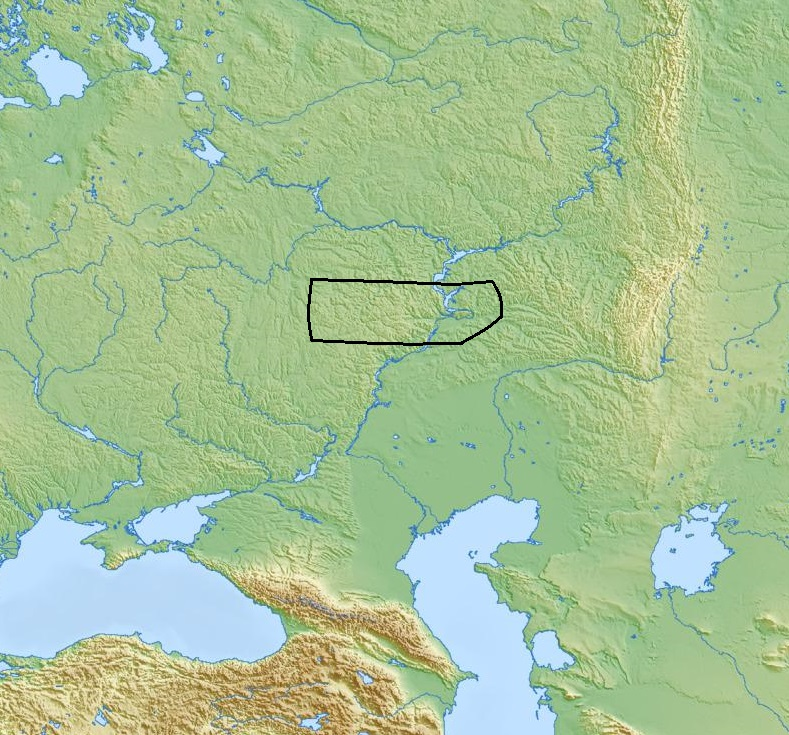

사마라 문화는 볼가강의 사마라 굽이(현대 러시아)에서 기원전 5천년 초로 거슬러 올라가는 동기 시대(구리 시대) 문화이다. 사마라 문화는 크발린스크(Khvalynsk), 레핀(Repin) 및 얌나(또는 얌나야) 문화와 같은 폰토스-카스피 스텝의 동시대 또는 후속 선사 시대 문화와 관련된 것으로 간주된다.